# Klaus Hierholzer
Klaus Hierholzer (* 8. Juni 1929 in Konstanz; † 11. Februar 2007 in Allensbach) war ein deutscher Arzt und Physiologe.

## Leben und Wirken
Seine Eltern waren der Regierungsveterinärrat Erhard Hierholzer und dessen Ehefrau Isolde Hierholzer, geb. Werner. Er studierte Medizin in Tübingen, Frankfurt/Main und Innsbruck. Anschließend arbeitete er im Institut für Pharmakologie der Albert-Ludwigs-Universität Freiburg, wo er 1954 zum Dr. med. promovierte.
Daran schloss sich ein Forschungsaufenthalt an der Cornell University in New York, USA, an.
Von 1960 bis 1964 arbeitete er in der Medizinischen Klinik der Johann Wolfgang Goethe-Universität Frankfurt am Main und erwarb in dieser Zeit die Facharztanerkennung für Innere Medizin.
1964 wechselte er an das Institut für Physiologie der Freien Universität Berlin, wo er sich 1966 habilitierte.
1968 akzeptierte er einen Ruf als Professor und Direktor am neu gegründeten Institut für Klinische Physiologie, einem Forschungsinstitut, das sich im Hauptgebäude des gerade eröffneten Universitätsklinikums Steglitz (jetzt Campus Benjamin Franklin der Charité – Universitätsmedizin Berlin) befindet. Er leitete das Institut bis zu seiner Emeritierung im Jahr 1995.
Schwerpunkte seiner Lehr- und Forschungstätigkeit waren die Endokrinologie und die Physiologie der Niere. Ein weiteres Forschungsgebiet war die historische Entwicklung der Nephrologie sowie der Exodus von Wissenschaften aus Berlin vor und nach 1933.
Von 1977 bis 1979 war er Vizepräsident der Freien Universität Berlin.
Von 1985 bis 1991 war er Senator und Mitglied des Hauptausschusses der Deutschen Forschungsgemeinschaft.
Er wurde am 16. Februar 2007 auf dem Hauptfriedhof Konstanz beigesetzt.

## Mitgliedschaften
- 1982: Mitglied der Leopoldina
- 1987–1990: Gründungs- und Vorstandsmitglied der Akademie der Wissenschaften zu Berlin. Darin: Sprecher der Arbeitsgruppe "Exodus von Wissenschaften aus Berlin"
- 1992: Mitglied der Akademie gemeinnütziger Wissenschaften zu Erfurt

## Auszeichnungen
- 1967: Schoeller-Junkmann-Preis
- 1991: Bezold-Medaille
- 1994: Franz-Volhard-Medaille
- 1998: Dr. med. vet. h. c., Universität Neapel

## Veröffentlichungen (Auswahl)
- Endokrinologie in 3 Bänden, - Bd. 1: Allgemeine Endokrinologie, Hypothalamus, Adenohypophyse, Hypothalamus-Neurohypophysen-System / Bd. 2: Nebennierenrinde, Schilddrüse, Sexualhormone / Bd. 3: Nebenschilddrüse, Pankreas, Nebennierenmark, Renin-Angiotensin-Aldosteron, Prostaglandine, mit Diether Neubert, Friedmund Neumann und Hans-Jürgen Quabbe, München 1977
- Physiologische und pharmakologische Grundlagen der Therapie. Ototoxität, Pharmakokinetik, Glycosidintoxikationen mit N. Rietbrock, Braunschweig 1979
- Konzentrationsmessungen von Pharmaka. Bedeutung für Klinik und Praxis. Physiologische und pharmakologische Grundlagen der Therapie, mit N. Rietbrock, Braunschweig 1980
- Phasensprünge und Stetigkeit in der natürlichen und kulturellen Welt - Wissenschaftskonferenz in Berlin 8.–10. Oktober 1987, Reichstagsgebäude; 750 Jahre Berlin - mit Heinz-Günter Wittmann (Hrsg.), Stuttgart 1988
- Pathophysiologie des Menschen mit Robert F. Schmidt (Hrsg.), Weinheim 1991
- als Hrsg. mit Wolfram Fischer, Michael Hubenstorf, Peter Th. Walther und Rolf Winau: Exodus von Wissenschaften aus Berlin. Fragestellungen – Ergebnisse – Desiderate. Entwicklungen vor und nach 1933. Berlin-Brandenburgische Akademie der Wissenschaften. Arbeitsgruppe Exodus von Wissenschaften aus Berlin, de Gruyter, Berlin 1994.